# Andrea Belotti
Andrea Belotti (Calcinate, 20 de dezembro de 1993) é um futebolista italiano que atua como atacante. Atualmente joga pelo Como.

## Carreira

### AlbinoLeffe
Belotti começou sua carreira no Unione Calcio AlbinoLeffe, que disputava a terceira divisão da Itália. Em sua estadia, que durou apenas uma temporada e meia, o jovem de 18 anos conseguiu um bom desempenho e fez 14 gols em 40 partidas.

### Palermo
Em 2013, assinou com o Palermo e disputou a Segunda Divisão da Itália pela primeira vez na carreira.
No clube, conseguiu rapidamente uma vaga nos titulares e foi uma das grandes figuras que garantiu o acesso do time. Em 24 partidas, estufou as redes adversárias dez vezes e comemorou o acesso juntamente do título da Série B de 2013–14.
No ano seguinte, pôde jogar a Série A e fazer a dupla de ataque com a jovem promessa Paulo Dybala no ataque; mas o desempenho do italiano foi menos destacado. Apesar de ter momentos de grande destaque, como quando fez um doblete no Napoli e marcou uma vez contra a Roma, concluiu a tímida passagem no clube fazendo apenas seis gols em 38 jogos.

### Torino
Assim que terminou seu segundo ano com o Palermo, deixou o clube para assinar com o Torino.
Sua estadia no clube de Turim seria repleta de grandes momentos individuais. Já em sua primeira temporada, foi o principal destaque ofensivo dos Touros e chamou a atenção das principais equipes da Europa ao fazer 12 gols em 35 partidas na Serie A de 2015–16.
Nesse mesmo momento, além de garantir-se como a figura mais prolífica do ataque com seus chutes que alternavam entre os pés direito e esquerdo, também mostrou-se eficaz nas cobranças de pênalti, já que conseguiu superar os goleiros da Juventus, Inter, Bologna e Roma na mesma temporada que estreou na Liga Italiana.

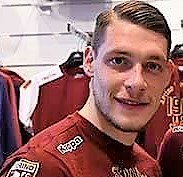
Belotti em 2017.

Na Serie A de 2016–17, mostrou-se ainda mais eficaz no ataque. Nas primeiras duas partidas, fizera quatro gols, sendo um contra o Milan e outro um hat-trick no Bologna. O atacante voltaria a ser o destaque do time, marcando também significativos gols de cabeça, chegando, inclusive, ao ponto de fazer dois tentos dessa maneira em um hat-trick contra o Palermo na 27ª rodada. Essa partida, além de marcar a primeira vez que Belotti assumira a braçadeira de capitão dos Touros, também foi o início de uma sequência de três gols consecutivos, ainda que em jogos diferentes, que o atacante italiano marcou gols de cabeça.
Somando todas as partidas da temporada, Belotti fizera uma grande época e marcou 28 gols em 38 partidas em um dos modestos clubes da Itália, ainda que muito tradicional. Desse modo, chamou a atenção de times de dentro e de fora do seu país, sendo um dos mais ansiosos pela sua contratação o Milan. A equipe Rossonera buscava um camisa 9, mas encontrou um forte empecilho que evitava a saída de Andrea: o presidente Urbano Cairo.
| “                                                                                   | Não precisamos de vendê-lo. Não vim aqui para falar com ele, não há necessidade. Belotti é o centro das atenções, todos falam sobre ele, mas eu quero mantê-lo no clube. Ele só sai pela cláusula de rescisão de 100 milhões. A vontade de Belotti é importante, mas Torino é mais. É um rapaz decente, que assumiu um compromisso conosco. Tem uma cláusula de rescisão válida para o estrangeiro, mas espero que fique em Turim por mais um ano. Pode ficar. Antes de livrar-me dele, vou pensar nele mais 100 vezes | ” |
| — Urbano Cairo, o presidente do Torino, sobre a possível venda de Belotti ao Milan. | |   |

Em futuras oportunidades, o presidente do time insistiu que o seu principal jogador, e também capitão do Torino, só deixaria a equipe se fosse pela quantia de 100 milhões de euros. No entanto, o elevador valor impediu que as demais equipes conseguissem obter o passe do atacante. Por seguidas vezes, o Arsenal buscou tê-lo como seu centroavante, mas a insistência de Cairo em manter o atacante superou os desejos de Arsène Wenger.
Pela Série A (2017–18), Belotti tivera uma campanha mais modesta. Firmado como o capitão, ele não chegou perto de igualar a campanha de 28 gols na temporada, tendo estacionado o seu número de gols ao chegar na marca de 13. Seus números, no entanto, tiveram uma nova melhora já na temporada seguinte, quando, somente na Liga Italiana, marcou 15 vezes.
O jogador tivera outro grande ano na época 2019–20, quando superou o número de gols na Série A da época anterior e estufou as redes em 16 oportunidades. Naquela temporada, Belotti marcou três gols em duas partidas contra o Sassuolo, com um desses sendo um de voleio, sendo esse um dos times que o centroavante mais vezes marcou contra. Em setembro de 2019, conseguiu também chamar a atenção do mundo ao marcar um gol de bicicleta contra o Milan.

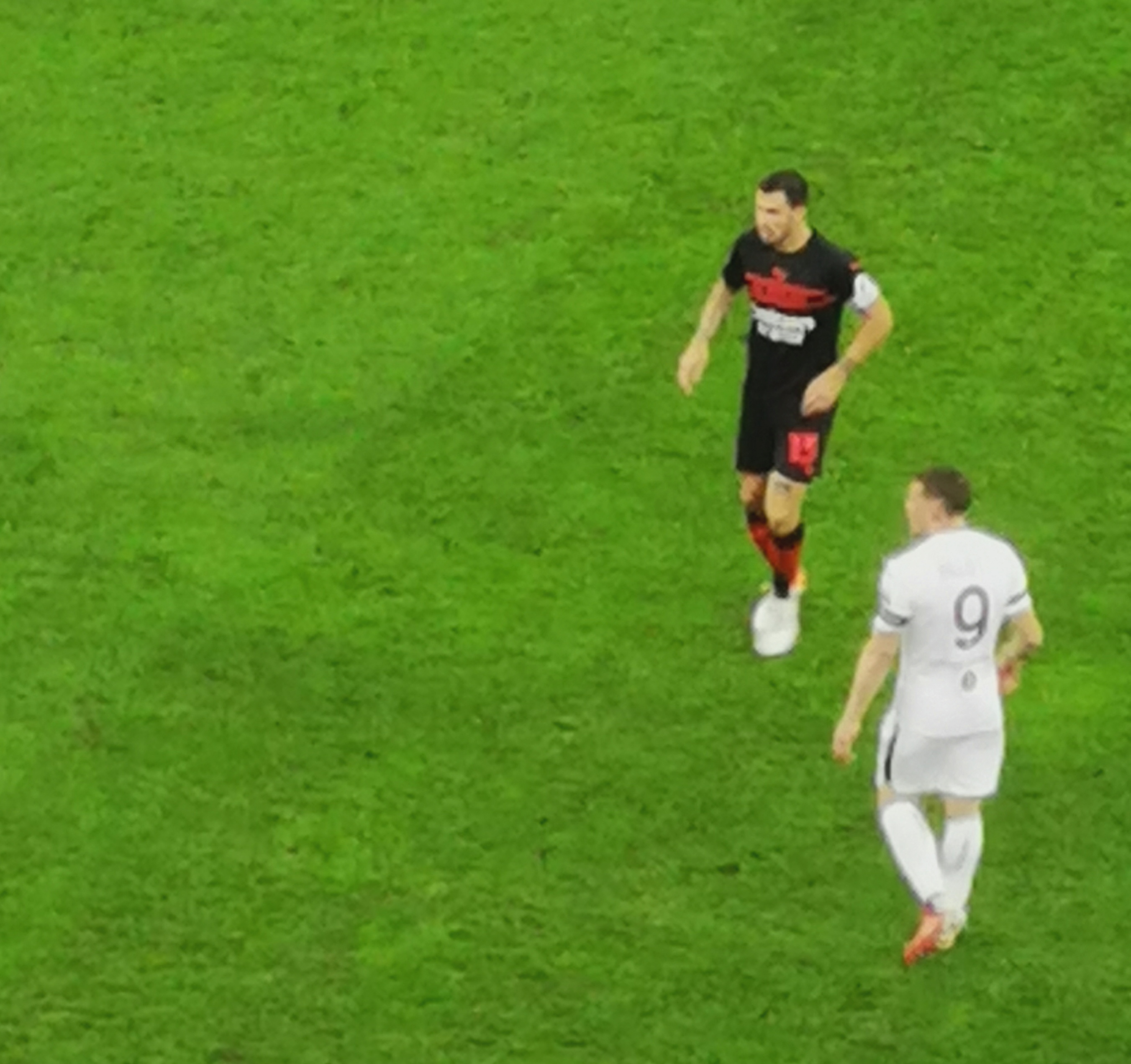
Alessio Romagnoli e Belotti (camisa 9) em 2021.

Andrea permaneceu no clube para temporada 2020–21. Todavia, seu interesse por uma renovação de contrato era nula, já que nenhuma das tratativas de nenhum time conseguiu avançar durante os anos em que ele estivera fazendo campanhas medianas no Futebol Italiano. Nessa temporada de Liga, o jogador tivera um começo avassalador, pois marcou seis gols nos primeiros cinco jogos; sendo dois dobletes seguidos contra a Atalanta e o Cagliari. Apesar disso, o time só viria a encontrar sua primeira vitória na partida atrasada da terceira rodada contra o Genoa. Em tal jogo, que viera depois da sexta rodada e antes da sétima, Andrea não marcou gols, mas deu um chute que culminou no gol contra de Luca Pellegrini.
O jogador permaneceu na equipe, que brigou ativamente contra o rebaixamento durante toda a temporada, e conseguiu garantir o acesso ao fim da época, pois a equipe conseguiu a 17ª colocação, uma acima da que os levaria à Série B. Na dramática campanha, Andrea foi destaque marcando 13 gols.
Por fim, o atacante italiano seguiria por mais uma época e foi muito acometido por lesões naquela que viria a ser sua última pelo clube de Turim. Entre gols, recusas de renovação e problemas físicos, o jogador terminou sua última temporada fazendo oito gols em 23 partidas no total – todos os tentos na Série A. A última vez que marcou gols fizera também seu último hat-trick, em tal jogo, enfrentou o Empoli e em apenas 19 minutos fizera todos os tentos do seu clube que venceu a partida por 3 a 1.
Enquanto esteve no Torino, o jogador não tivera campanhas memoráveis em nenhuma competição. Contudo, após grande destaque na Série A de 2018–19, o time tivera a chance de disputar uma vaga na Liga Europa através de jogos Eliminatórios. Nessa parte, Belotti foi exemplar e marcou, ao menos, um gol nas primeiras três partidas. Após passar um jogo em branco, tivera de enfrentar o seu principal desafio para garantir-se na Fase de Grupos da competição. Nos dois últimos jogos de Play-offs, enfrentara o Wolverhampton Wanderers e marcou dois gols, um na ida e outro na volta. Todavia, Raúl Jiménez, centroavante espanhol que também viria a ser uma das granes sensações em times mais modestos de seu país, repetira o feito e seus colegas ajudaram os ingleses a eliminarem a equipe italiana pelo placar agregado de 5 a 3.
Após não renovar com o clube que ainda era comandando pelo presidente Cairo, o jogador deixou o Torino após fazer 113 gols em 251 partidas. Desse modo, firmou-se como o oitavo maior artilheiro da história do clube italiano.

### Roma

#### 2022–23
Sem custos, Andrea assinou com a Roma em agosto de 2022.
Sua passagem na equipe da capital, apesar de render ao atleta sua primeira final de Competição Continental, não foi boa. Pela Série A, foram 31 jogos e ele não marcou nenhum gol, tendo feito isso somente na eliminação para Cremonese na Coppa Itália e em três partidas da Liga Europa da UEFA.
Foi na Liga Europa que a equipe conseguiu ir até a final, tendo essa a grande chance de conquistar um troféu na temporada. No tempo normal, Paulo Dybala, seu antigo parceiro de Palermo, abriu o placar; mas Gianluca Mancini marcou um gol contra aos 55 minutos e empatou o jogo que continuou igual até às penalidades. Belotti jogou por 45 minutos, mas sequer teve a oportunidade de cobrar um pênalti, pois o Sevilla conseguiu superá-los pelo placar de 4 a 1 e isolou-se mais ainda na lista de maior vencedor da competição.
Belotti tivera um desempenho muito aquém do desejado. Na 15ª rodada da Série A, a equipe comandada por José Mourinho estava perdendo de 1 a 0 para o Torino e Belotti entrou nos últimos 20 minutos de jogo; em dado momento, Paulo Dybala foi derrubado na área e Andrea tivera a oportunidade de empatar o jogo e marcar seu primeiro gol pelo clube. Contudo, o atacante errou a cobrança, mandando-a no travessão, e não conseguiu fazer o tento contra sua ex-equipe. Ao fim do jogo, Nemanja Matić garantiu o empate com um chute de fora da área.

#### 2023–24
Após mais de um ano sem marcar, o jogador tivera o deleite de fazer um doblete já na estreia da Série A. Na ocasião, estufou as redes do Salernitana, mas a partida terminou empatada em 2 a 2. Ao longo da temporada, tivera um desempenho menos irregular, tendo também feito tentos contra o Cagliari e, pela Europa League, diante o Servette e Sheriff.
Apesar de ter melhorado sutilmente, o atacante ainda não estava desempenhando jogos bons no restante da temporada e o clube decidiu emprestá-lo para outro time assim que a janela de transferências abriu no primeiro mês de 2024.

### Fiorentina (empréstimo)
Em 31 de janeiro de 2024, Belotti foi anunciado como reforço da Fiorentina por empréstimo até o fim da temporada.
Lá, tivera novamente um desempenho irregular. Em seu segundo jogo, marcou um gol contra o Frosinone, mas só voltou a marcar um gol, pela Liga Italiana, na última rodada. Em tal partida, fizera um doblete contra a Atalanta.
Pela Viola, pôde novamente disputar uma final Continental. Dessa vez, o jogador chegou a tempo de participar das partidas da Liga Conferência. Das oitavas até a final, Belotti jogou todos os jogos e marcou apenas uma vez contra o Club Brugge na partida de ida da semifinal. Na decisão, contudo, eles perderam a partida para o Olympiacos FC e amargaram o vice-campeonato.
O baixo desempenho do atacante na maioria dos jogos fez com que a Fiorentina não tivesse interesse em insistir no jogador e sua estadia em Florença foi rapidamente encerrada.

### Como
Em junho de 2024, a Roma anunciou a venda de Belotti para o Como 1907 pelo valor de 4 milhões de euros. Na época, o time tinha voltado a disputar a Primeira Divisão após mais de duas décadas ausentes. O clube tinha um grande projeto de consolidação e também conseguiu a contratação de Raphaël Varane para estar entre os defensores do clube comandado pelo ex-jogador Cesc Fàbregas.
Belotti, no entanto, não conseguiu repetir as boas temporadas que fizera no Torino. Desse modo, viu seu espaço ser gradualmente diminuído para participação de Patrick Cutrone na equipe titular. Com a perda de minutagem, o centroavante conseguiu apenas dois gols e 19 partidas e deixou o Como no segundo mês de 2025 para um empréstimo curto.

### Benfica (empréstimo)
No dia 3 de fevereiro de 2025, o Benfica anunciou a contratação do atacante Belotti. O italiano assinou um contrato de empréstimo válido até o fim da temporada.
Ao longo de sua curta passagem pelos Encarnados, Andrea performou por 23 vezes e estufou as redes adversárias em quatro oportunidades – sendo três na Primeira Liga de 2024–25. Seus números não foram do agrado da diretoria da equipe portuguesa e o italiano deixou o esquadrão ao fim da época.

## Seleção Italiana

### Itália
Belotti estreou pela Seleção Italiana de Futebol em setembro de 2016, ao entrar no lugar de Eder nos últimos 16 minutos de jogo em tal amistoso contra a França. Posteriormente, viria a fazer seu primeiro gol em jogo contra a Seleção da Macedônia do Norte em outubro daquele mesmo ano. O jogo foi válido pelas Eliminatórias para Copa do Mundo de 2018 – que a Itália ficou de fora.

#### Euro 2020

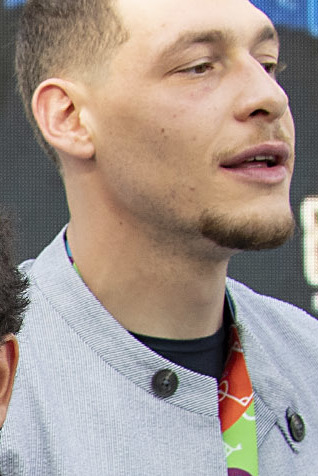
Belotti pela Seleção em 2021.

Após ser convocado com certa frequência, o jogador foi um dos escolhidos para integrar no elenco da Itália na Euro 2020. Em tal competição, entrou em todos os jogos, mas só chegou a marcar gol em uma disputa de pênaltis na semifinal. Lá, acertou sua cobrança e viu a equipe rumar à final contra a Inglaterra.
Contra os ingleses, Belotti novamente teve de cobrar um pênalti em uma disputa de penalidades, mas o seu chute foi defendido por Jordan Pickford. Os italianos, contudo, reverteram a situação após seguidos erros de Marcus Rashford, Bukayo Saka e Jadon Sancho. Assim, eles obtivera vantagem e comemoraram o tradicional troféu Continental.
À medida que o jogador foi tento desempenhos menos favoráveis no Torino, e posteriormente Roma, Belotti deixou de participar de alguns jogos ao fim da Euro. Assim, deixou de estar entre os presentes na semifinal da Liga das Nações da UEFA de 2020–21, perdendo também o jogo que garantiu os italianos em terceiro lugar.
Nesse mesmo período, viu a Itália disputar vaga na Copa do Mundo de 2022 através da Repescagem. O atacante deixou de fazer parte desse momento crucial, e viu os italianos novamente amargarem a ausência na competição mais importante do futebol ao perderem para Macedônia do Norte por 1 a 0.

#### Finalíssima 2022
Em 2022, voltou a ter algum espaço depois da eliminação na Repescagem da Copa do Mundo. Após jogar um amistoso contra a Turquia, Belotti tivera a oportunidade de disputar a primeira Finalíssima – que consistia na Seleção Campeã da Euro de 2020 e da Campeã da Copa América de 2021.
Belotti foi titular na partida contra a Argentina, mas fizera apenas os primeiros 45 minutos. Lautaro Martínez, Ángel Di María e Paulo Dybala fizeram todos os gols e garantiram o troféu para o país Sul-Americano após concluírem a partida em 3 a 0.
Posteriormente, no sexto mês de 2022, o jogador viria a fazer sua última partida na Seleção. Em partida pela Fase de Grupos da Liga das Nações da UEFA de 2022–23, o atacante entrou nos últimos 15 minutos na vitória por 2 a 1 diante a Hungria.
O jogador viria a ter jogos com um baixo desempenho a partir desse ano, então, o comando da Seleção Italiana optou por não chamar mais o atacante pelos próximos anos.

## Títulos

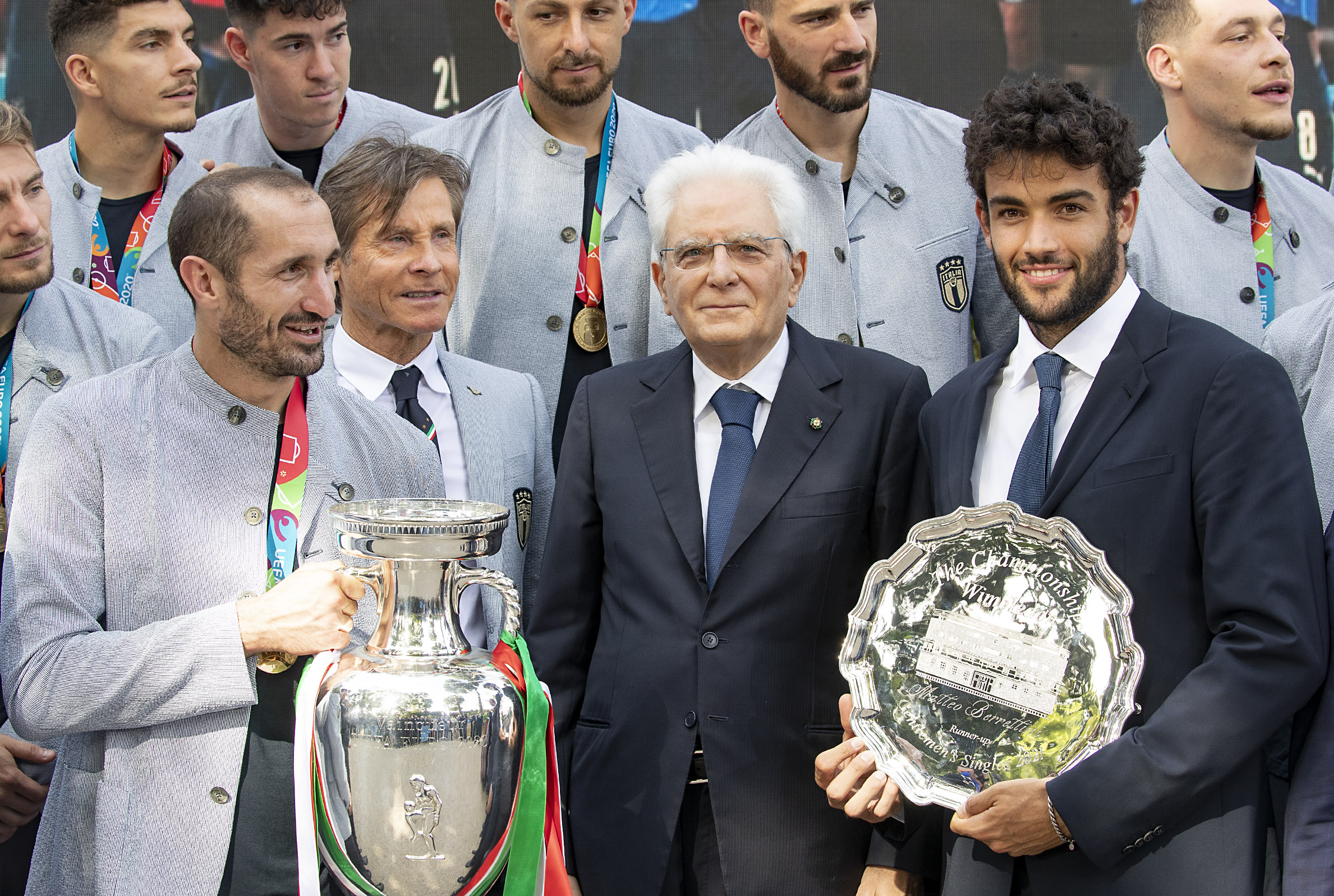
Belotti (canto superior direito) comemorando com os companheiros o título da Euro 2020.

Palermo
- Serie B: 2013–14

Seleção Italiana
- Eurocopa: 2020